# Memphis Grizzlies
Memphis Grizzlies är en amerikansk basketorganisation, bildad 1995 som Vancouver Grizzlies, vars lag är baserat i Memphis i Tennessee, dit laget flyttades år 2001, och spelar i NBA. Laget spelar sina hemmamatcher i FedExForum, som stod klar den 6 september 2004.

## Historia
Laget bildades 1995 som Vancouver Grizzlies i Vancouver och var ett av två lag ifrån Kanada (det andra var Toronto Raptors, bildat samma år) som ligan utökades med inför säsongen 1995/1996. Under sina totalt sex säsonger i ligan kom Vancouver sist i sin Division (Midwest Division) fem gånger. Inför säsongen 2001/2002 flyttade laget till Memphis. Samma säsong kom också spanjoren Pau Gasol till laget och Memphis tog sig till slutspel tre år i rad mellan 2004 och 2006, men förlorade i första omgången alla tre gångerna.
Inför säsongen 2008/2009 försvann klubbens enda riktigt stora spelare när Pau Gasol gick till Los Angeles Lakers i en bytesaffär som även innefattade lillebror Marc Gasol som kom att spela för Memphis.

## Spelartruppen 2025/2026
Senast uppdaterad: 21 juli 2025.

Alla spelare som har kontrakt med Memphis Grizzlies. Spelarnas löner är i amerikanska dollar och är vad de skulle få ut om spelarna vore i NBA-truppen under hela säsongen.
| Nr                                |            | Namn                     | Pos   | Lön 25/26   |        | Kontrakt | Kom till laget | Kom ifrån                   |
| --------------------------------- | ---------- | ------------------------ | ----- | ----------- | ------ | -------- | -------------- | --------------------------- |
| 0                                 | USA        | Jaylen Wells             | SF    | $1 955 377  | [ 3 ]  | 2028     | 2024           | Washington State Cougars    |
| 1                                 | USA        | Scotty Pippen Jr.        | PG/SG | $2 270 735  | [ 4 ]  | 2028     | 2024           | South Bay Lakers            |
| 2                                 | USA        | Ty Jerome                | SG/PG | $8 888 889  | [ 5 ]  | 2028     | 2025           | Cleveland Cavaliers         |
| 2                                 | Australien | Jock Landale             | C/PF  | $2 461 463  | [ 6 ]  | 2026     | 2025           | Houston Rockets             |
| 3                                 | USA        | Kentavious Caldwell-Pope | SG    | $21 621 500 | [ 7 ]  | 2027     | 2025           | Orlando Magic               |
| 5                                 | USA        | Vince Williams Jr.       | SF    | $2 301 587  | [ 8 ]  | 2027     | 2024           | Memphis Hustle              |
| 7                                 | Spanien    | Santi Aldama             | PF    | $16 203 704 | [ 9 ]  | 2028     | 2021           | Loyola Greyhounds           |
| 8                                 | USA        | Jaren Jackson Jr.        | C/PF  | $33 000 000 | [ 10 ] | 2030     | 2018           | Michigan State Spartans     |
| 10                                | USA        | Javon Small              | PG/SG | $636 434    | [ 11 ] | 2026     | 2025           | West Virginia Mountaineers  |
| 12                                | USA        | Ja Morant                | PG    | $39 446 090 | [ 12 ] | 2028     | 2019           | Murray State Racers         |
| 14                                | Kanada     | Zach Edey                | C     | $5 945 000  | [ 13 ] | 2028     | 2024           | Purdue Boilermakers         |
| 15                                | Kanada     | Brandon Clarke           | PF    | $12 500 000 | [ 14 ] | 2027     | 2019           | Oklahoma City Thunder       |
| 23                                | USA        | Cedric Coward            | SG/SF | $5 715 120  | [ 15 ] | 2029     | 2025           | Washington State Cougars    |
| 24                                | USA        | Cam Spencer              | PG/SG | $2 441 860  | [ 16 ] | 2029     | 2024           | Connecticut Huskies         |
| 45                                | USA        | G.G. Jackson             | PF/C  | $2 221 677  | [ 17 ] | 2027     | 2023           | South Carolina Gamecocks    |
| 46                                | USA        | John Konchar             | SG    | $6 165 000  | [ 18 ] | 2027     | 2019           | Purdue Fort Wayne Mastodons |
| Tvåvägskontrakt                   |            |                          |       |             |        |          |                |                             |
| Nr                                |            | Namn                     | Pos   | Lön 25/26   |        | Kontrakt | Kom till laget | Kom ifrån                   |
| 13                                | USA        | P.J. Hall                | C     | $636 434    | [ 19 ] | 2026     | 2025           | Denver Nuggets              |
| Positioner: PG – SG – SF – PF – C |            |                          |       |             |        |          |                |                             |

### Spelargalleri

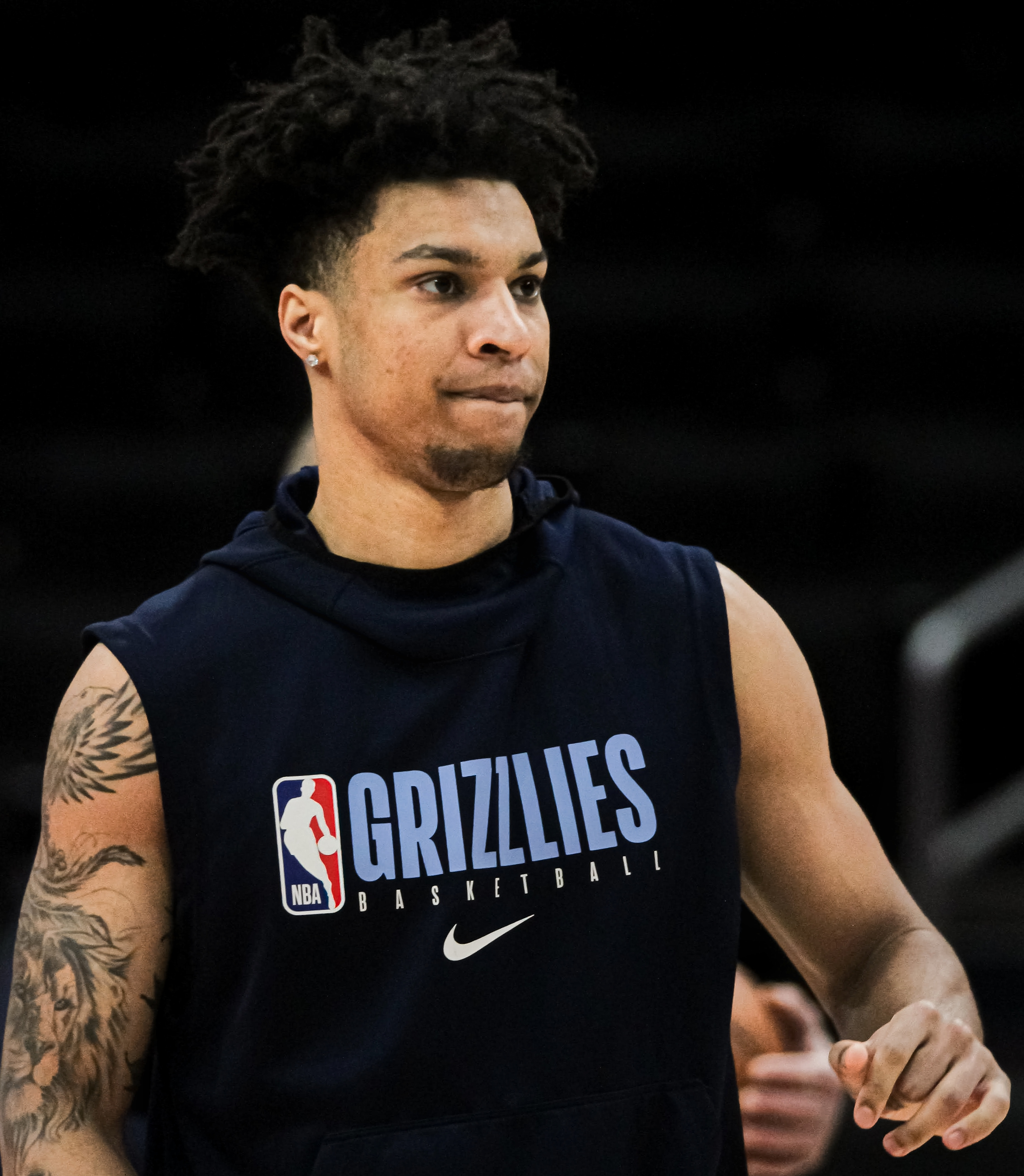
Brandon Clarke
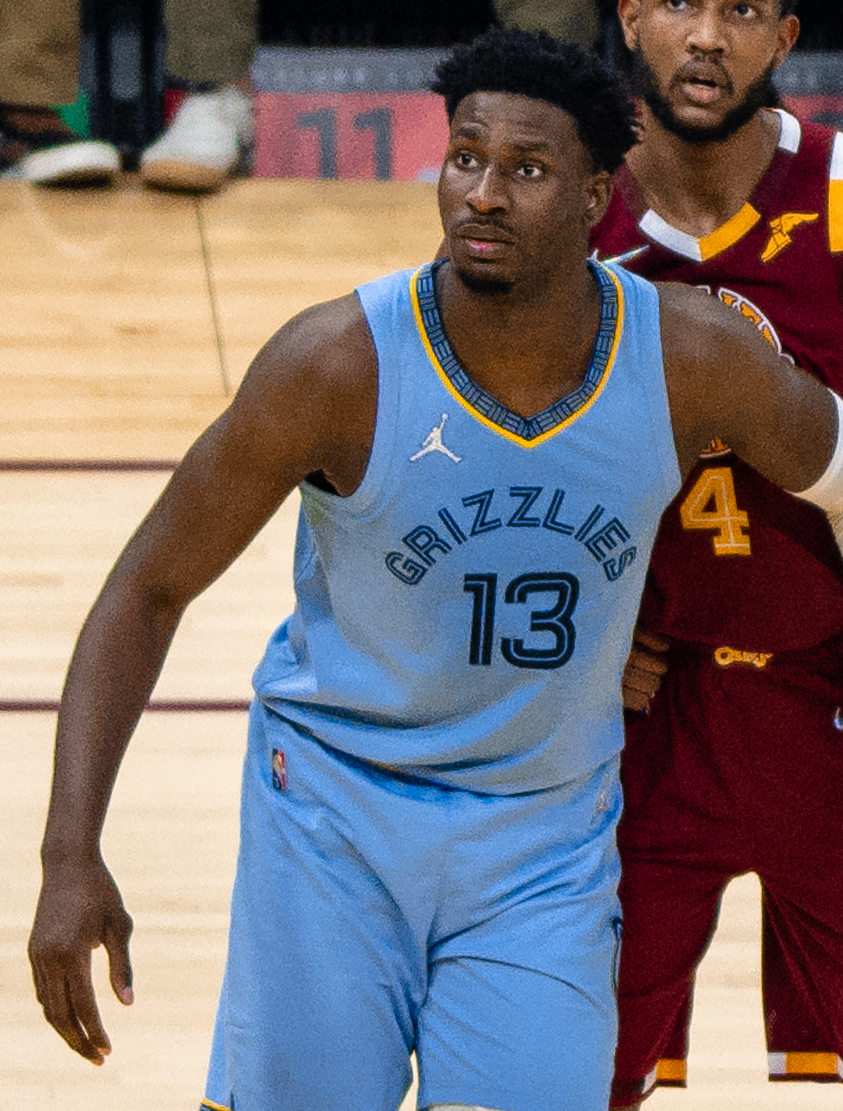
Jaren Jackson Jr.
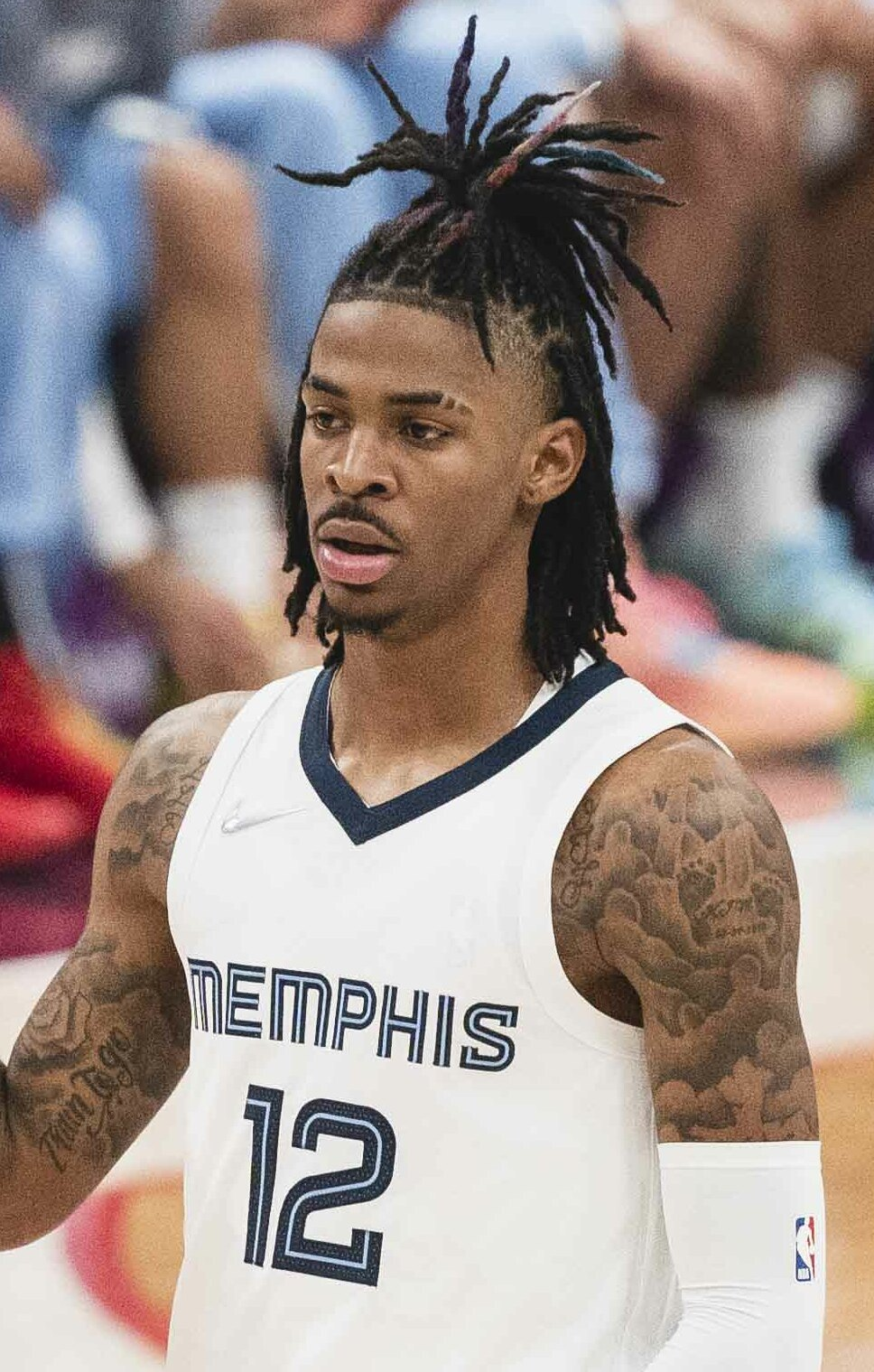
Ja Morant